# Dieffenbachia olbia
Dieffenbachia olbia är en kallaväxtart som beskrevs av Lucien Linden och Émile Rodigas. Dieffenbachia olbia ingår i släktet prickbladssläktet, och familjen kallaväxter. Inga underarter finns listade.